# L'imperatore di Roma (romanzo)
L'imperatore di Roma (Emperor of Rome) è un romanzo storico di Robert Fabbri, ed è il nono ed ultimo capitolo della saga Il destino dell'imperatore, che ha come protagonista Tito Flavio Vespasiano. È stato pubblicato nel 2019 e successivamente tradotto e pubblicato in Italia nel 2021. La trama è incentrata nell'anno dei quattro imperatori al seguito del suicidio di Nerone, e all'ascesa di Vespasiano al trono come Imperatore di Roma.

## Trama
Anno 67 d.C. Il governatore della Siria, Vespasiano, ha da tempo ricevuto l'ordine di sedare la rivolta in Giudea da parte dell'imperatore Nerone. Egli però conosce da troppo tempo il suo carattere folle e imprevedibile, e sa che da una parte il fallimento porterebbe a una grave punizione, ma dall'altra il successo gli attirerebbe la sua gelosia. Il governatore pensa pertanto di sabotare la sua stessa campagna militare, ma alla fine desiste e guida le legioni di vittoria in vittoria contro i ribelli.
L'anno successivo, Nerone è rimasto inaspettatamente vittima di una rivolta militare guidata da Galba, e una volta tradito dai propri Pretoriani si è alla fine suicidato; la sua morte getta l'impero romano nel caos più totale, dove i generali Galba, Otone e Vitellio si contendono il trono ormai vuoto. Da parte di Vespasiano, egli viene nominato imperatore dalle legioni in Egitto e nei Balcani, e questo si rivela il trampolino di lancio per realizzare la profezia di tanti decenni fa, secondo la quale egli sarebbe diventato l'unico, vero imperatore di Roma...

## Personaggi
- Vespasiano: il protagonista dell'intera serie. Nominato governatore della Siria già alla fine del romanzo precedente, verrà eletto imperatore dalle proprie truppe dopo la morte di Nerone. La sua morte nel 79 d. C. segnerà la fine della serie.
- Tito: primogenito di Vespasiano, accompagnerà il padre nella rivolta in Giudea. In questo romanzo avrà attriti col padre a causa della sua relazione con la Regina Berenice, ma alla fine i due si riconcilieranno. Durante il regno di Vespasiano sarà comandante dei Pretoriani e quindi successore del padre sul trono imperiale.
- Domiziano: secondogenito di Vespasiano, combatterà insieme allo zio Sabino in Italia, anche se il suo contributo sarà discutibile.
- Sabino: fratello di Vespasiano. Si trova ad aiutare la fazione che difende Otone e affronta Vitiello in Italia, avendo poi la peggio.
- Sabino il giovane: figlio di Sabino e nipote di Vespasiano. Combatterà insieme al padre in Italia contro Vitiello.
- Magno: capo della Fratellanza dei Crocevia, amico e alleato di Vespasiano.
- Hormus: ex-schiavo di origine armena di Vespasiano, reso liberto nel settimo libro. Resterà col suo padrone fino alla fine.
- Cenis: fedele amante e consigliera di Vespasiano. Muore quattro anni prima del marito.
- Nerone: imperatore di Roma, figlio di Agrippina e figlio adottivo del suo predecessore Claudio. In questo ultimo romanzo viene solo menzionato e si toglie la vita nel 68 d.C.
- Galba: un tempo governatore in Germania superiore, Africa proconsolare e Hispania Tarraconensis, è diventato sostenitore della rivolta di Giulio Vindice. Alla morte di quest'ultimo prima e di Nerone poi, egli ascenderà al trono, ma sarà deposto dopo sette mesi di governo e assassinato dai pretoriani che eleveranno Otone.
- Otone: ex governatore della provincia di Lusitania, aiuterà Galba a rovesciare Nerone e prendere il potere imperiale, ma poi si rivolterà contro di lui e prenderà personalmente il potere. Alcuni mesi dopo si scontrerà contro Vitellio, a sua volta ribellatosi a lui, ma verrà sconfitto e si toglierà la vita per evitare altri conflitti.
- Vitellio: salirà al trono dopo la caduta di Otone, a cui si era ribellato. Sconfiggerà Sabino in Italia e lo farà uccidere. Sarà però sconfitto dalle legioni illiriche comandate dal Legato Antonio Primo, fedele di Vespasiano, quindi ucciso nel momento in cui i flaviani conquisteranno Roma per il loro candidato al trono imperiale.

## Edizioni
- Robert Fabbri, L'imperatore di Roma, traduzione di Rosa Prencipe, Newton Compton, 14 gennaio 2021,  pp. 352, ISBN 978-88-227-3985-8.

- Robert Fabbri, L'imperatore di Roma, traduzione di Rosa Prencipe, Gli insuperabili GOLD, Newton Compton, 28 ottobre 2022,  p. 352, ISBN 978-88-227-6492-8.